# Apol·loni de Tral·les
Apol·loni de Tral·les (segle i dC) fou un dels escultors de l'obra coneguda com el Toro Farnese (anomenat així per haver estat al Palau Farnese de Roma; avui dia és a Nàpols, al Museu Arqueològic Nacional), que representa el càstig de Dirce per Zetos i Amfíon. L'obra la va fer conjuntament amb el seu germà Taurisc de Tral·les.